# التأثير الصحي للأسبست

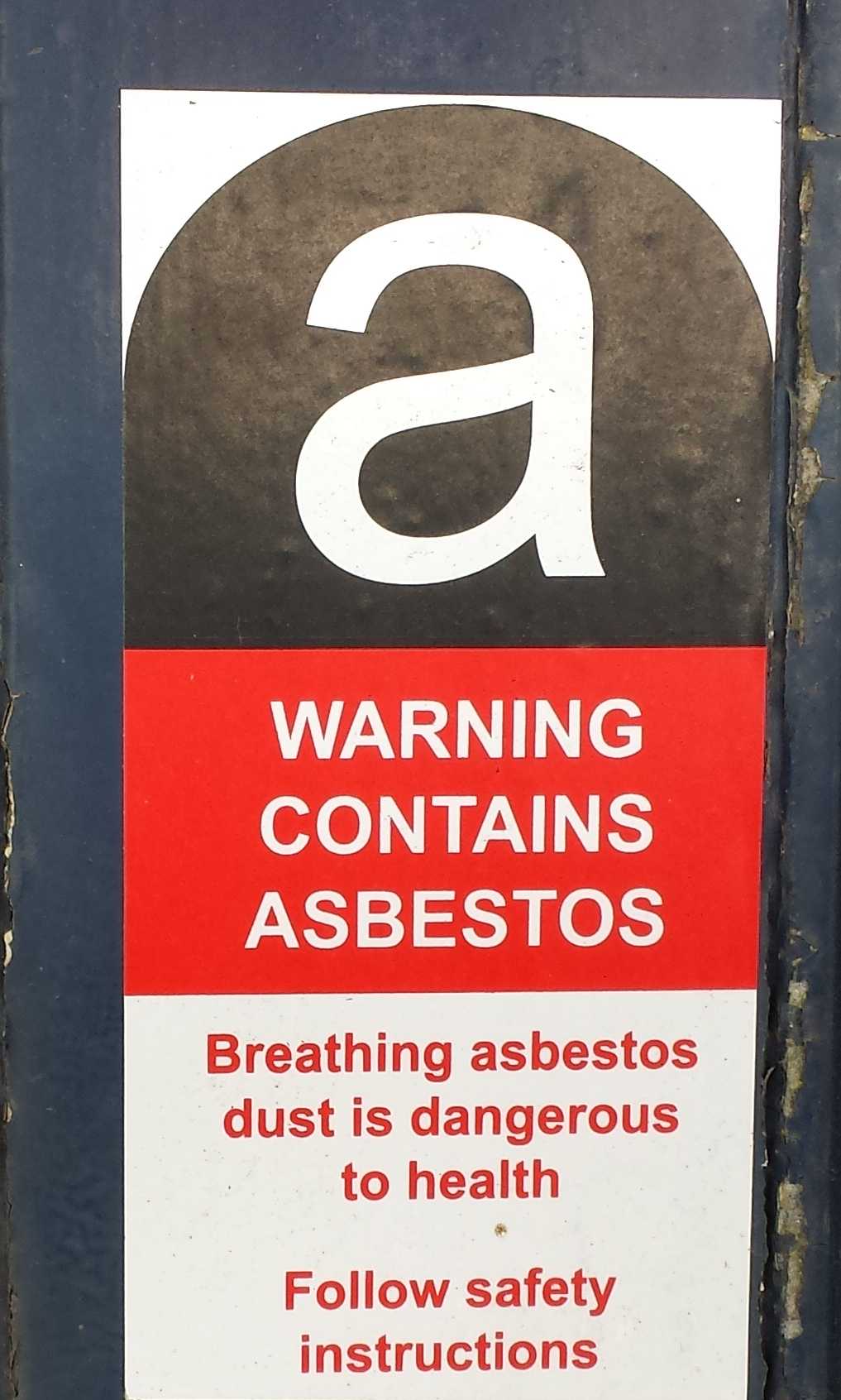

من المعروف أن جميع أنواع ألياف الحرير الصخري أو الأسبست تسبب مخاطر صحية كبيرة على البشر. يُعتبر الأموسيت والكروسيدوليت أخطر أنواع ألياف الأسبست. ومع ذلك، أنتج أسبست الكريسوتيل أيضًا أورامًا في الحيوانات، وهو سبب معروف للإصابة بداء الأسبست وورم الظهارة المتوسطة الخبيث في البشر، وقد لوحظ ورم الظهارة المتوسطة في الأشخاص الذين تعرضوا أثناء عملهم للكريسوتيل، وأفراد أسرهم، والمقيمين الذين يعيشون بالقرب من مصانع ومناجم الأسبست.
خلال ثمانينيات وتسعينيات القرن المنصرم، ذُكر في بعض الأحيان أن عملية تصنيع الإسمنت الأسبستي يمكن أن «تُعادل» الأسبست، إما عن طريق العمليات الكيميائية أو عن طريق دفع الأسمنت إلى الارتباط بالألياف وتغيير حجمها الفيزيائي؛ أظهرت الدراسات اللاحقة أن هذا لم يكن صحيحًا، وأن الإسمنت الأسبستي الذي يقدر عمره بعقود، عندما ينكسر، يطلق ألياف أسبست مماثلة لتلك الموجودة في الطبيعة، دون أي تبدل يمكن تحديده.

## المخاطر
يعتبر التعرض للأسبست الذي يكون على شكل ألياف خطِرًا دائمًا. ويعتبر العمل مع المواد المعرضة للتلف أو التعرض لها، أو المواد أو الأعمال التي يمكن أن تتسبب في إطلاق ألياف الأسبست الرخوة مخاطرة كبيرة. ومع ذلك، بشكل عام، يكون الأشخاص الذين يمرضون بسبب استنشاق الأسبست قد عملوا بانتظام في وظيفة يتعرضون فيها مباشرة للمادة.
وفقًا للمعهد الوطني للسرطان، «أُبلِغ عن تاريخ طبي يتضمن التعرض للأسبست في العمل عند نحو 70% إلى 80% من جميع الحالات. ومع ذلك، أُبلِغ عن ورم الظهارة المتوسطة في بعض الأفراد دون أي تعرض معروف للأسبست». وتتفق مع ذلك ورقة نُشرت في عام 1998، في المجلة الأمريكية لطب الجهاز التنفسي والعناية المركزة، وتعليقات على أنه قد أُبلغ عن حدوث داء الأسبست في المقام الأول لدى عمال الأسبست، ويبدو أنه يتطلب تعرضًا على المدى الطويل وتركيزًا عاليًا لظهور أعراض المرض سريريًا. هناك أيضًا فترة كُمون طويلة (الوقت المستغرق بين التماس الضار وظهور المرض الفعلي الذي نتج عنه) نحو 12 إلى 20 عامًا، ومن المحتمل أن تصل إلى 40 عامًا.
الأمراض الأكثر شيوعًا المرتبطة بالتعرض المزمن للأسبست هي داء الأسبست وورم الظهارة المتوسطة.
وفقًا لإدارة السلامة والصحة المهنية، «لا يوجد مستوى «آمن» من التعرض لمادة الأسبست في ما يتعلق بأية نوع من ألياف الأسبست. التعرض للأسبست لمدة قصيرة خلال أيام قليلة يسبب ورم الظهارة المتوسطة في البشر. كل تعرض مهني للأسبست يزيد خطر الإصابة بالأمراض المتعلقة بالأسبست».

### الأمراض المرتبطة بالأسبست

#### تشمل الأمراض المرتبطة عادة بالأسبست
- داء الأسبست (الأسبستوز): هو تليف تدريجي في الرئتين متفاوت الشدة، يتطور إلى تليف ثنائي، ومنظر قرص العسل في الرئتين بالتصوير الإشعاعي، مع أعراض تشمل الخرخرة والوزيز أثناء التنفس. يجب على الأفراد الذين تعرضوا للأسبست في المنزل أو البيئة أو العمل إخطار أطبائهم عن تاريخ التعرض.
- ثآليل الأسبست: تحصل عندما تنغرز الألياف الحادة في الجلد وتتضخم لتتسبب في نمو حميد يشبه الجُسأة.
- اللويحات الجنبية: هي منطقة متسمّكة منفصلة ليفية أو متكلسة جزئيًا يمكن رؤيتها عن طريق الأشعة السينية عند الأفراد المعرَضين للأسبست. على الرغم من أن لويحات الجنبية بحد ذاتها غير عرضية، فإنها تتطور عند بعض المرضى إلى التسمك الجنبي.
- التسمك الجنبي المنتشر: على غرار ما تقدم ويمكن أن يترافق في بعض الأحيان مع داء الأسبست. عادة لا تظهر أي أعراض، لكن إذا كان التعرض واسع النطاق، فقد يتسبب بضعف في الرئة.
- استرواح الصدر: ربطت بعض التقارير أيضًا حالة استرواح الصدر بالأمراض المرتبطة بالأسبست.

## السلامة والوقاية من التعرض
يصبح التعرض للأسبست مشكلة إذا أصبحت المواد المحتوية على الأسبست محمولة جوًا، بسبب التلف أو الدمار مثلًا. قد يتعرض شاغلو المبنى للأسبست، لكن الأشخاص الأكثر عرضة للخطر هم الأشخاص الذين يحركون المواد عن عمد، مثل عمال الصيانة أو البناء. قد يتعرض موظفو التدبير المنزلي أو موظفو الحراسة لخطر متزايد لأنهم قد ينظفون مواد تحتوي على أسبست تالف أو متدهور دون أن يعلموا أنها كذلك. قد يتعرض له أيضًا عمال إزالة الأسبست أو معالجته وموظفو الطوارئ مثل رجال الإطفاء. قد تظهر الأمراض المتعلقة بالأسبست في أفراد عائلة عمال الأسبست، وفي السكان الذين يعيشون بالقرب من مناجم الأسبست أو مصانع التجهيز.

### مواد البناء الشائعة الحاوية على الأسبست
في الولايات المتحدة، لا يزال هناك عدة آلاف من المنتجات المصنعة و/أو المستوردة في الوقت الحاضر تحتوي على الأسبست. في أجزاء كثيرة من العالم الصناعي، وخاصة الاتحاد الأوروبي، تم التخلص تدريجيًا من منتجات الأسبست في مواد البناء بدءًا من السبعينيات وتم التخلص من معظم الباقي بحلول الثمانينيات. حتى مع وجود حظر للأسبست، من الممكن العثور عليه في العديد من المباني التي بُنيت و/أو جُدّدت منذ أواخر القرن التاسع عشر وحتى يومنا هذا.
تشتمل مواد البناء السكنية التي تحتوي على الأسبست على مجموعة متنوعة من المنتجات، مثل: مادة الرقط المستخدمة في الجدران والسقوف المزخرفة، والفيرميكوليت الملوث بالأسبست، وبلاط الأرضيات الفينيلي، وصفائح أرضيات الفينيل، والماستك، ومعجون تثبيت زجاج النوافذ، والألواح الإسمنتية، وأنابيب الإسمنت الأسبستية، والمداخن، وشريط الفرن، والجص. يستخدم الأسبست على نطاق واسع في مواد التسقيف، وألواح الأسقف المصنوعة من الإسمنت الأسبستي المموج بشكل أساسي الألواح الخشبية المصنوعة من الأسبست والتي تسمى أحيانًا الترانزيت. تشمل المصادر الأخرى للمواد المحتوية على الأسبست المواد المقاومة للنيران والمواد الصوتية.

### التحديد والتقييم
لا يمكن تحديد الألياف كأسبستية أو نفي ذلك سواء باستخدام العين المجردة أو ببساطة عن طريق النظر إلى ألياف تحت المجهر العادي. الطرق الأكثر شيوعًا لتحديد ألياف الأسبست هي باستخدام المجهر الضوئي المستقطب أو المجهر الإلكتروني النافذ. المجهر الضوئي المستقطب أقل تكلفة، لكن المجهر الإلكتروني النافذ أكثر دقة ويمكن استخدامه مع تراكيز أقل من الأسبست.
إذا أُجري تخفيض الأسبست، يمكن التحقق من إكمال التخفيض باستخدام التأكيد المرئي ويمكن أيضًا أخذ عينات من الهواء. عادة ما تُحلّل عينات الهواء باستخدام المجهر الضوئي ذي الأطوار المتباينة. يتضمن المجهر الضوئي ذو الأطوار المتباينة عد الألياف على مرشح باستخدام المجهر. تستند حدود التعرض المهني للأسبست المحمول بالهواء إلى استخدام طريقة المجهر الضوئي ذي الأطوار المتباينة.
ذكر المؤتمر الأمريكي لعلماء الصحة الحكوميين قيمة موصى بها للحد الأدنى للأسبست بنسبة 0.1 ليف/مل على مدار 8 ساعات. تستخدم إدارة الصحة والسلامة المهنية في الولايات المتحدة والسلطات التنظيمية للصحة والسلامة المهنية في كندا 0.1 ليف/مل على مدار 8 ساعات كحدود التعرض.

### الأسبست البيئي
يمكن العثور على الأسبست بشكل طبيعي في الهواء الطلق وفي بعض المياه الصالحة للشرب، بما في ذلك المياه من المصادر الطبيعية. حتى الأفراد الذين تعرضوا للأسبست بطريقة غير مهنية لديهم عشرات إلى مئات الآلاف من ألياف الأسبست لكل غرام من نسيج الرئة الجاف، أي ما يعادل ملايين الألياف في كل رئة.
يُعرف الأسبست القادم من الرواسب الجيولوجية الطبيعية باسم «الأسبست الطبيعي». المخاطر الصحية المرتبطة بالتعرض للأسبست الطبيعي ليست مفهومة بالكامل، واللوائح الفيدرالية الأمريكية الحالية لا تعالج التعرض للأسبست الطبيعي.